# Fabio Castillo
Fabio Castillo (Cali, 18 de marzo de 1990) es un futbolista colombiano. Juega en la posición de lateral.

## Carrera
Fabián Castillo inició su carrera profesional en 2010 con el club Deportes Quindío, equipo con el que permaneció cuatro años. Tras el descenso de Los Cuyabros a finales de 2014, Castillo firmó por Boyacá Chicó, equipo que disputaba la Categoría Primera A. El paso de Castillo por el equipo de Tunja también terminó con el descenso de los Ajedrezados en 2016. A comienzos de 2017, Fabio Castillo fue anunciado como nuevo refuerzo de Jaguares de Córdoba. Bajo la dirección de Hubert Bodhert, Castillo jugó 18 partidos y consiguió la clasificación a Copa Sudamericana

## Clubes
| Club                | País     | Año         |
| ------------------- | -------- | ----------- |
| Deportes Quindío    | Colombia | 2010 - 2014 |
| Boyacá Chicó        | Colombia | 2015 - 2016 |
| Jaguares de Córdoba | Colombia | 2017 - 2019 |
| Atlético Huila      | Colombia | 2020        |

## Estadísticas
| Club                        | Div.       | Temporada  | Liga  | Liga  | Copa Nacional | Copa Nacional | Copa Internacional | Copa Internacional | Total | Total |
| Club                        | Div.       | Temporada  | Part. | Goles | Part.         | Goles         | Part.              | Goles              | Part. | Goles |
| --------------------------- | ---------- | ---------- | ----- | ----- | ------------- | ------------- | ------------------ | ------------------ | ----- | ----- |
| Deportes Quindio · Colombia | 1.ª        | 2010       | 32    | 0     | 10            | 0             | -                  | -                  | 42    | 0     |
| Deportes Quindio · Colombia | 1.ª        | 2011       | 29    | 0     | 7             | 0             | -                  | -                  | 36    | 0     |
| Deportes Quindio · Colombia | 1.ª        | 2012       | 23    | 0     | 4             | 0             | -                  | -                  | 27    | 0     |
| Deportes Quindio · Colombia | 1.ª        | 2013       | 8     | 0     | 2             | 0             | -                  | -                  | 10    | 0     |
| Deportes Quindio · Colombia | 1.ª        | 2014       | 27    | 0     | 8             | 0             | -                  | -                  | 35    | 0     |
| Total club                  | Total club | Total club | 119   | 0     | 31            | 0             | 0                  | 0                  | 140   | 0     |

## Palmarés

### Campeonatos nacionales
| Título    | Club           | País     | Año  |
| --------- | -------------- | -------- | ---- |
| Primera B | Atlético Huila | Colombia | 2020 |